# 馬克西姆·米哈伊洛夫
馬克西姆·米哈伊洛维奇·米哈伊洛夫（俄語：Максим Михайлович Михайлов，羅馬化：Maxim Mikhaylovich Mikhaylov，IPA：[mɐˈksʲim mʲɪˈxaɪ̯ɫəf]，1988年3月19日—），生于蘇聯蘇俄列寧格勒州库兹莫洛夫斯基，是一名俄羅斯男子排球運動員，為俄羅斯國家男子排球隊成員，位置為副攻手，目前效力於俄羅斯排球超級聯賽隊伍澤尼特喀山。

## 職業生涯
馬克西姆·米哈伊洛夫還住在列寧格勒州時便開始接處排球。2003年至2010年間，他在位於雅羅斯拉夫爾的俄羅斯排球超級聯賽隊伍Yaroslavich Yaroslavl中擔任主攻手。2010年後轉隊至澤尼特喀山。

### 國家隊
2008年，包含米哈伊洛夫在內的俄羅斯隊最終在2008年北京奧運摘銅。於2011年的世界盃排球賽中，米哈伊洛夫幫助隊伍達成10勝1敗的戰績，歷經與波蘭隊五局大戰的冠軍賽後，俄羅斯隊最終贏得金牌。在倫敦舉辦的2012年倫敦奧運是米哈伊洛夫參與的第二次奧運，他協助隊伍榮獲冠軍。他在這次比賽中獲得最佳主攻守與最佳得分員的個人獎項。2013年9月期間，俄羅斯隊於歐洲排球錦標賽的冠軍賽中，以3-1的比分擊敗義大利，成功奪下一面金牌。然而在2013、2014年他先後遭遇肩膀和腳踝受傷並接受手術治療，因此暫離球場。他後來陸續參加了2016年里約奧運和2020年東京奧運，並於後者奪得銀牌，他自己則獲得最佳副攻手的個人獎項。

### 俱樂部
2010年,米哈伊洛夫加盟澤尼特喀山。在隊伍期間，他們贏下2011–12、2014–15、2015–16、2016–17及2017-18賽季的CEV冠軍聯賽冠軍，並於2011年的世界男排俱樂部錦標賽奪得銅牌。米哈伊洛夫在2016-17賽季的CEV冠軍聯賽決賽中被選為MVP。

## 體育成就

### 俱樂部
- 世界男排俱樂部錦標賽
  - 杜哈 2011： 季軍 – 與澤尼特喀山
  - 貝廷 2015： 亞軍 – 與澤尼特喀山
  - 貝廷 2016： 亞軍 – 與澤尼特喀山
  - 波蘭 2017： 冠軍 – 與澤尼特喀山
  - 貝廷 2019： 季軍 – 與澤尼特喀山

- CEV冠軍聯賽
  - 2010/2011： 亞軍 – 與澤尼特喀山
  - 2011/2012： 冠軍 – 與澤尼特喀山
  - 2012/2013： 季軍 – 與澤尼特喀山
  - 2014/2015： 冠軍 – 與澤尼特喀山
  - 2015/2016： 冠軍 – 與澤尼特喀山
  - 2016/2017： 冠軍 – 與澤尼特喀山
  - 2017/2018： 冠軍 – 與澤尼特喀山
  - 2018/2019： 亞軍 – 與澤尼特喀山

### 國內聯賽

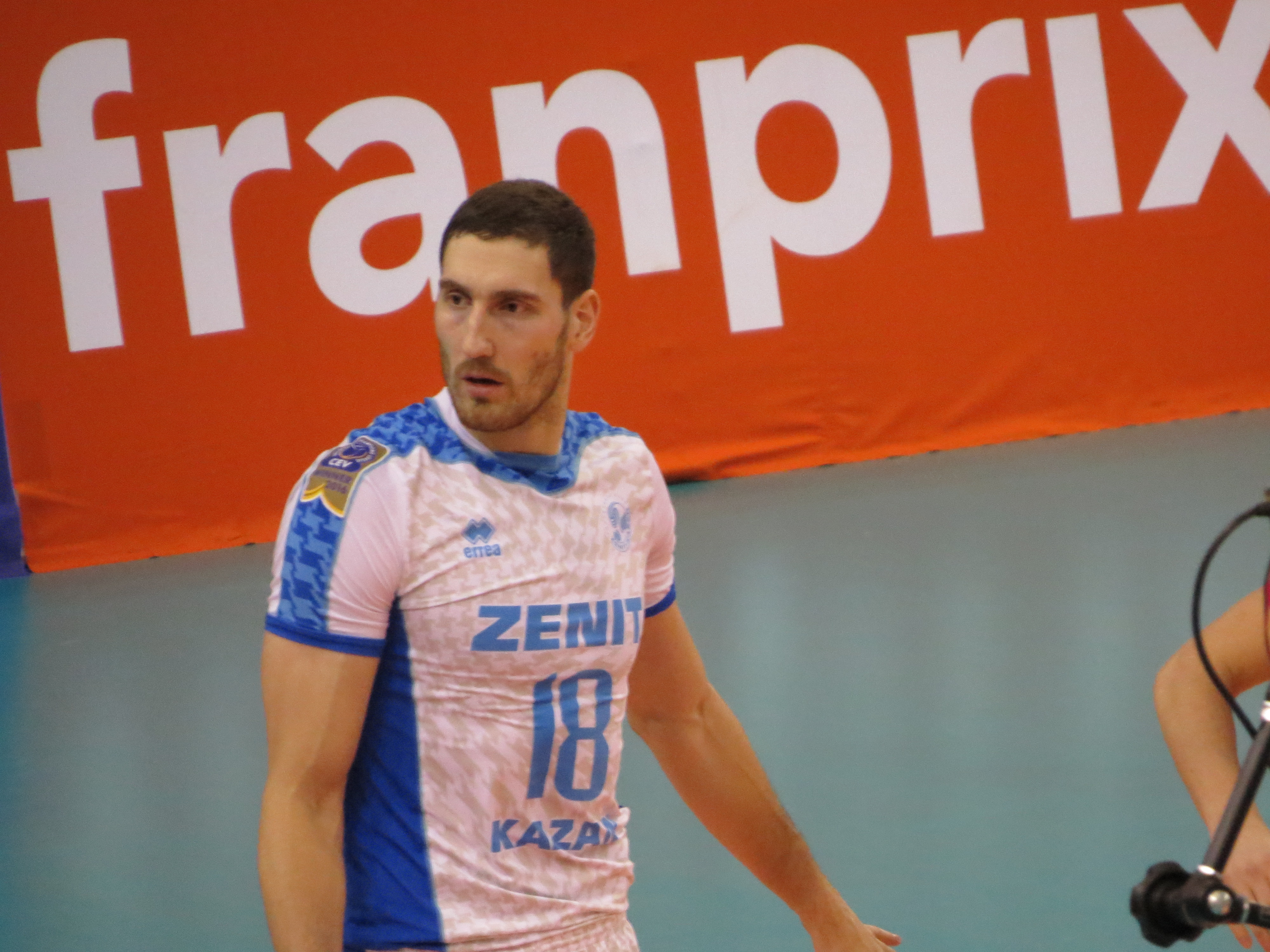
米哈伊洛夫於2017 CEV冠軍聯賽

- 2010/2011  俄羅斯超級盃，與澤尼特喀山
- 2010/2011  俄羅斯排球超級聯賽，與澤尼特喀山
- 2011/2012  俄羅斯超級盃，與澤尼特喀山
- 2011/2012  俄羅斯排球超級聯賽，與澤尼特喀山
- 2012/2013  俄羅斯排球超級聯賽，與澤尼特喀山
- 2013/2014  俄羅斯盃，與澤尼特喀山
- 2013/2014  俄羅斯排球超級聯賽，與澤尼特喀山
- 2014/2015  俄羅斯盃，與澤尼特喀山
- 2014/2015  俄羅斯排球超級聯賽，與澤尼特喀山
- 2015/2016  俄羅斯超級盃，與澤尼特喀山
- 2015/2016  俄羅斯盃，與澤尼特喀山
- 2015/2016  俄羅斯排球超級聯賽，與澤尼特喀山
- 2016/2017  俄羅斯超級盃，與澤尼特喀山
- 2016/2017  俄羅斯盃，與澤尼特喀山
- 2016/2017  俄羅斯排球超級聯賽，與澤尼特喀山
- 2017/2018  俄羅斯超級盃，與澤尼特喀山
- 2017/2018  俄羅斯盃，與澤尼特喀山
- 2018/2019  俄羅斯排球超級聯賽，與澤尼特喀山
- 2021/2022  俄羅斯盃，與澤尼特喀山
- 2022/2023  俄羅斯排球超級聯賽，與澤尼特喀山

### 國家隊
- 2005年 - 世界青少年男子排球錦標賽： 冠軍
- 2007年 - 世界青年男子排球錦標賽： 亞軍
- 2008年 - 世界排球聯賽： 季軍
- 2008年 - 北京奧林匹克： 季軍
- 2009年 - 世界排球聯賽： 季軍
- 2010年 - 世界排球聯賽： 亞軍
- 2011年 - 世界排球聯賽： 冠軍
- 2011年 - 世界盃排球賽： 冠軍
- 2012年 - 倫敦奧林匹克： 冠軍
- 2013年 - 世界排球聯賽： 冠軍
- 2013年 - 歐洲排球錦標賽： 冠軍
- 2017年 - 歐洲排球錦標賽： 冠軍
- 2018年 - 國家聯賽： 冠軍
- 2021年 - 東京奧林匹克： 亞軍

### 個人榮譽
- 2007年 - 世界青年男子排球錦標賽：最佳發球選手
- 2010年 - 世界排球聯賽：最佳得分球員
- 2010年 - 世界排球聯賽：最佳扣球員
- 2010年 - 世界排球錦標賽：最佳扣球員[8]
- 2011年 - 2010-11 CEV冠軍聯賽：最佳得分球員
- 2011年 - 世界排球聯賽：最佳攔網員
- 2011年 - 世界排球聯賽：最有價值球員(MVP)[4]
- 2011年 - 歐洲男子排球錦標賽：最佳得分球員
- 2011年 - 歐洲男子排球錦標賽：最佳扣球員
- 2011年 - 世界盃排球賽：最有價值球員(MVP)
- 2011年 - 世界男排俱樂部錦標賽：最佳得分球員
- 2012年 - 2011-12 CEV冠軍聯賽：最佳發球選手
- 2012年 - 2011-12 CEV冠軍聯賽：最佳得分球員
- 2012年 - 倫敦奧林匹克：最佳得分球員[4]
- 2012年 - 倫敦奧林匹克：最佳扣球員[4]
- 2012年 - 友誼勳章[9]
- 2014年 - 2013-14 CEV冠軍聯賽：最佳副攻手
- 2015年 - 2014-15 CEV冠軍聯賽：最佳副攻手[10]
- 2016年 - 2015-16 CEV冠軍聯賽：最佳副攻手
- 2016年 - 里約奧運歐洲區資格賽：最佳副攻手[11]
- 2017年 - 2016-17 CEV冠軍聯賽：最有價值球員(MVP)
- 2017年 - Memorial of Hubert Jerzy Wagner：最有價值球員(MVP)
- 2017年 - 歐洲排球錦標賽：最有價值球員(MVP)
- 2018年 - 2017-18 CEV冠軍聯賽：最有價值球員(MVP)
- 2018年 - 國家聯賽：最有價值球員(MVP)
- 2021年 - 東京奧林匹克：最佳副攻手

## 所屬球隊
- Yaroslavich Yaroslavl (2003-2010)
- 澤尼特喀山 (2010- )

## 個人生活
米哈伊洛夫與Anastasia結婚，兩人育有一子名為Nikita。

## 外部連結
- worldleague.2015.fivb.com （页面存档备份，存于）

| 獎項                                  | 獎項                                                          | 獎項                           |
| ------------------------------------- | ------------------------------------------------------------- | ------------------------------ |
| 前任： 伊萬·米利科維奇                | 世界排球聯賽 最佳得分球員 2010                                | 繼任： 巴爾托斯·庫雷克         |
| 前任： Robertlandy Simón              | 世界排球聯賽 最佳扣球員 2010                                  | 繼任： Théo Lopes              |
| 前任： 馬里烏斯·沃拉茲里              | CEV冠軍聯賽 最佳得分球員 2010/2011 2011/2012                  | 繼任： Marcus Nilsson          |
| 前任： Sergey Tetyukhin               | CEV冠軍聯賽 最佳發球選手 2011/2012                            | 繼任： Felipe Fonteles         |
| 前任： 迪米特里·穆塞爾斯基            | 世界排球聯賽 最佳攔網員 2011                                  | 繼任： 馬爾欽·莫兹德兹雷克     |
| 前任： Murilo Endres                  | 世界排球聯賽 最有價值球員 2011                                | 繼任： 巴爾托斯·庫雷克         |
| 前任： Aleksandr Volkov               | 歐洲排球錦標賽 最佳扣球員 2011                                | 繼任： 盧卡·維托里             |
| 前任： 安東寧·盧耶爾                  | 歐洲排球錦標賽 最佳得分球員 2011                              | 繼任： 亞歷山大·阿塔納斯耶維奇 |
| 前任： 費德里柯·裴瑞拉                | 世界男排俱樂部錦標賽 最佳得分球員 2011                        | 繼任： 亞歷山大·阿塔納斯耶維奇 |
| 前任： 吉巴                           | 世界盃排球賽 最有價值球員 2011                                | 繼任： 馬特·安德森             |
| 前任： 克萊頓·斯坦利                  | 奧林匹克 最佳得分球員 倫敦 2012                               | 繼任： Wallace de Souza        |
| 前任： Sebastian Świderski            | 奧林匹克 最佳扣球員 倫敦 2012                                 | 繼任： Wallace de Souza        |
| 前任： 安東寧·盧耶爾                  | CEV冠軍聯賽 最佳扣球員 2013/2014                              | 繼任： 未頒發                  |
| 前任： 未頒發                         | CEV冠軍聯賽 最佳副攻手 2014/2015 2015/2016                    | 繼任： 亞歷山大·阿塔納斯耶維奇 |
| 前任： 威爾弗雷多·萊昂                | CEV冠軍聯賽 最有價值球員 2016/2017 2017/2018                  | 繼任： 奧斯馬尼·胡安托雷納     |
| 前任： 安東寧·盧耶爾                  | 歐洲排球錦標賽 最有價值球員 2017                              | 繼任： 烏羅什·科瓦切維奇       |
| 前任： 未頒發                         | 國家聯賽 最有價值球員 2018                                    | 繼任： 馬特·安德森             |
| 前任： Wallace de Souza               | 奧林匹克 最佳副攻手 東京 2020                                 | 繼任： 讓·帕特里               |
| 奥林匹克运动会                        |                                                               |                                |
| 前任： · Sergey Tetyukhin · ( 俄羅斯) | 俄罗斯奥林匹克委员会 掌旗官 · (與索菲婭·韋利卡婭) · 東京 2020 | 繼任： 現任                    |